# Acianthera sarcosepala
Acianthera sarcosepala là một loài thực vật có hoa trong họ Lan. Loài này được (Carnevali & I.Ramírez) Carnevali & G.A.Romero mô tả khoa học đầu tiên năm 2008.